# دیوید آیک
دیوید آیک (به انگلیسی: David Icke) پژوهشگر و نویسندهٔ بریتانیایی در زمینهٔ تئوری توطئه است. او ۲۰ کتاب و تعداد زیادی دی‌وی‌دی منتشر کرده‌است. کتاب‌های وی شامل تئوری توطئه در امور سیاسی، دینی، اقتصادی، نظامی و از زمان‌های بسیار کهن و باستان تاکنون می‌شود. سخنان وی دارای منبع و مرجع مشخص هستند و از حضور شاهدان عینی بهره برده‌است که نام آنان و سخنانشان را نه تنها در کتاب‌های خود، که در ویدیوهایی که با آنان گفتگو کرده‌است را نیز  منتشر کرده‌ است.

## سبک
وی کتاب‌هایش را در قالب تئوری توطئه می‌نگارد. شناخته شده‌ترین اثر این نویسنده، کتابی‌ست تحت عنوان «بزرگترین راز: کتابی که جهانتان را زیر و رو می‌کند» (به انگلیسی: The Biggest Secret: The Book That Will Change the World).

## خزندگان انسان نما
دیدگاه همانا مهار هازمان‌های جهان به دست موجوداتی فرازمینی است و اینکه مهار هازمان انسانی را به کمک قدرت‌های ویژهٔ خویش در فریفتن گروه‌های جمعی از همهٔ گروه‌های مردمی به‌دست دارند، تصوری که سرچشمهٔ اصلی آن دیوید آیک نیست اما یکی از پیشتازان این عرصه است و آن دیدگاهی است که دست کم ۱۲ میلیون آمریکایی بدان باور دارند. این ۱۲ میلیون تنها چهار درصد از شمار کسانی دیگری را تشکیل می‌دهند که آن‌ها نیز این نظریه را پذیرفته‌اند و خود را بدان متعهد می‌دانند و به گونهٔ فزاینده‌ای آن را انتشار نیز می‌دهند. در کنار انتشار این دیدگاه شگفتی برانگیز دیوید آیک، همچنین جرج دابلیو بوش و الیزابت دوم را متهم می‌کند که خود ایشان نیز از تبارهای خونی خزنده اند و با دیگر فرازمینیان همکاری دارند.

## آثار
- ارتعاشات حقیقت (1991)
- جهان را شفا دهید: راهنمای تحول شخصی و سیاره‌ای خود (1993)
- شورش ربات ها (1994)
- و حقیقت تو را رها خواهد ساخت(1995)[۳]
- بزرگترین راز: کتابی که جهان را تغییر خواهد داد (1999)
- فرزندان ماتریکس (2001)
- آلیس در سرزمین عجایب و فاجعه مرکز تجارت جهانی (2002)
- قصه هایی از حلقه زمان(2003)
- عشق بی نهایت تنها حقیقت است (2005)
- راهنمای دیوید آیک برای توطئه جهانی(2007)
- نژاد بشر: از زانو در بیایید: شیر دیگر نمی خوابد(2010)
- به یاد بیاور که کی هستی: "کجا" هستی و از کجا می آیی راید(2012)
- همه چیزهایی که می خواستید بدانید اما هرگز گفته نشده است(2017)

فیلم و مستند ها
دیوید آیک: مکاشفات با آریزونا وایلدر یک الهه مادر(1999)
دیوید آیک زندگی در ونکوور: از زندان تا بهشت(2000)
اسرار ماتریکس (2003)
دیوید آیک زنده در انجمن مناظره اتحادیه آکسفورد در یوتیوب(2008)
دیوید آیک: فراتر از یک باور (2008)
مستند بقا (2011)
تور جهانی بیداری زنده (2017)